# Adobe Flash Catalyst
Adobe Flash Catalyst — компьютерная программа для визуального создания интерактивного контента (микросайтов, интерактивного портфолио, руководства по продуктам, навигации по сайту, виджетов и тп.), также прототипирования/создания пользовательских интерфейсов, основанных на технологии Adobe Flash, без необходимости знания и написания программного кода (HTML, CSS и других языков) приложения. 
Flash Catalyst разработан с учётом потребностей веб-дизайнеров, разрабатывающие интерактивные интерфейсы для веб-проектов — его пользовательский интерфейс, вместе с набором инструментов, привычен для тех, кто знаком с известными программами Photoshop, Illustrator и Fireworks, и дополняется возможностями технологии Adobe Flash.
Проект в Flash Catalyst создаётся через импорт любых графических объектов, заранее созданных в Adobe Photoshop, Illustrator или Fireworks, с добавлением их на монтажную линейку (timeline, временна́я шкала) и дальнейшего задания их поведения. 

Этапы создания: планирование проекта, импорт и организации ресурсов (assets). создание интерактивных компонентов, определяющих повторяющиеся списки данных, далее осуществляется публикация готового проекта.
Получаемый в результате SWF- или Adobe AIR-файл можно непосредственно публиковать в веб, также можно проводить совместные сеансы с разработчиками программ, применяющими Adobe Flash Builder (с которым он тесно интегрирован — использование Flash Catalyst и Flash Builder обеспечивает совместную работу дизайнеров и разработчиков), плюс, выгодно использовать выразительные средства и широкие возможности Adobe Flash Platform, тесно увязанные друг с другом.
Разработка и продажи программы закончились 23 апреля 2012, и больше не будет доступен в будущих версиях Adobe Creative Suite.